# Piotr Mazur (architekt)
Piotr Mazur (ur. 29 maja 1956 w Gdańsku, zm. 14 maja 2013 tamże) – polski architekt, wykładowca Wydziału Architektury Politechniki Gdańskiej. 

## Życiorys
Absolwent Wydziału Architektury Politechniki Gdańskiej (1982). Był członkiem Pomorskiej Okręgowej Izby Architektów RP oraz wspólnikiem w Pracowni Projektowo-Wdrożeniowej FORT Sp. z o.o. w Gdańsku. Był członkiem Stowarzyszenia Architektów Polskich.

## Realizacje i projekty
- Projekt budynku biurowego Piastowska w Gdańsku, 2012
- Projekt koncepcyjny hali sportowo-widowiskowej wraz z terenami przyległymi w Białymstoku, 2012
- Centrum wystawienniczo-targowe AmberExpo w Gdańsku, 2012[3]
- Projekt architektoniczno-urbanistyczny dla terenu "DALMOR" S.A. w Gdyni, 2011
- Projekt koncepcyjny budynku usługowo-biurowego Flugger w Sopocie, 2011
- Budynek biurowy Sportowa Centrum w Gdyni, 2011[4]
- Projekt koncepcyjny dworca kolejowego Gdańsk Wrzeszcz, 2010[5]
- Projekt zabudowy hotelowo-apartamentowej w Pucku, 2010
- Projekt centrum kultury Park Rady Europy w Gdyni, 2008
- Osiedle mieszkaniowe Cieszynka w Gdańsku, 2006[6]
- Projekt centrum handlowego Galeria Częstochowa w Częstochowie, 2006[7]
- Budynek mieszkaniowy wielorodzinny Wileńska w Gdańsku, 2003
- Osiedle mieszkaniowe Młyniec w Gdańsku, 2003
- Centrum usługowe Krewetka w Gdańsku, 2001[8]
- Siedziba zarządu cmentarzy komunalnych w Gdyni, 2001
- Budynek biurowy Sadowa Business Park w Gdańsku, 2001.

## Nagrody i wyróżnienia
- Srebrna Odznaka Stowarzyszenia Architektów Polskich.